# Buk-gu, Pohang
Buk-gu (hangul: 북구, hanja: 北區), Norra distriktet, är ett av de två stadsdistrikten i staden Pohang i provinsen Norra Gyeongsang i den östra delen av Sydkorea, 260 km sydost om huvudstaden Seoul. 
Distriktet består av den norra delen av centrala Pohang och ytterområdena norr om centrala staden.  Den centrala delen är indelad i sju stadsdelar (dong), Hwanyeo-dong, Jangnyang-dong, Jukdo-dong, Jungang-dong, Uchang-dong, Yanghak-dong och Yongheung-dong, och ytterområdena är indelade i en köping (eup), Heunghae-eup och sex socknar (myeon), Cheongha-myeon, Gibuk-myeon, Gigye-myeon, Jukjang-myeon, Singwang-myeon och Songna-myeon.